# مسجد عبدالرحمان
مسجد عبدالرحمان یکی از بزرگترین مساجد در افغانستان است که در سال ۲۰۰۹ توسط رئیس‌جمهور وقت افغانستان حامد کرزی افتتاح گردید.